# 하이에나 (2020년 드라마)
《하이에나》는 2020년 2월 21일부터 4월 11일까지 방송된 SBS 금토 드라마다.

## 줄거리
머릿속엔 법을, 가슴속엔 돈을 품은 '똥묻겨묻' 변호사들의 물고 뜯고 찢는 하이에나식 생존기를 그린 드라마

## 등장인물

### 주요 인물
- 김혜수 : 정금자 / 정은영 역 (아역 : 김지안) - 충 법률사무소 변호사 → 법무법인 송&김 파트너 변호사 → 충 법률사무소 대표 변호사
- 주지훈 : 윤희재 역 - 법무법인 송&김 파트너 변호사 → 충 법률사무소 대표 변호사

### 법무법인 송 & 김
- 이경영 : 송필중 역 - 송&김 대표 변호사
- 김호정 : 김민주 역 - 송&김 대표 변호사
- 송영규 : 마석구 역 - 송&김 파트너 변호사 겸 운영위원
- 전석호 : 가기혁 역 - 송&김 시니어 어쏘 변호사. 전공은 세법. 정보통
- 현봉식 : 김창욱 역 - 송&김 파트너 변호사. 백전무패. 은둔형 천재 스타일. 혼자 딸 키우고 챠트박사
- 박세진 : 부현아 역 - 송&김 시니어 어쏘 변호사. 여자 윤희재라고 불리며 차기 최연소 여자 파트너 변호사로 유력한 유능한 변호사. 기업 상장과 기업 간 합병이 전문
- 정지환 : 나이준 역 - 로스쿨 출신의 송&김 1년차 주니어 어쏘 변호사. 변호사 시험에 막 합격한 풋내기로 변호사의 사명감과 의욕은 충전 백퍼. 현실과 이상 사이에서 고민
- 정동근 : 추돈식 역 - 송&김 파트너 변호사. 마석구 변호사와 같은 대학 출신으로 마변 라인의 실세

### 정금자의 사람들
- 오경화 : 이지은 역 - 충 법률사무소 사무원이자 정금자의 비서
- 홍기준 : 박주호 역 (아역 : 강민) - 형사이며 정금자의 조력자. 각종 뒷조사 담당으로도 활약

### 주요 고객
- 김영아 : 하혜원 역 - 하찬호의 누나. 이슘 엔터의 대표
- 지현준 : 하찬호 역 - 이슘 홀딩스의 대표
- 이도경 : 하 회장 역 - 이슘 그룹 회장
- 박수영 : 조우석 역 - 하찬호 대표의 비서 실장
- 이주연 : 서정화 역 - 아트딜러. 하찬호의 내연녀

### 그 외 인물
- 황보라 : 심유미 역 - 윤희재의 고교 동창. 윤희재와 정금자의 과거를 알고 있는 몇 안되는 인물이자, 윤희재와 정금자의 주 의뢰인
- 이기찬 : 권용운 역 - 중앙지검 검사. 윤희재, 가기혁의 연수원 동기. 처음에는 상대 검사로 많이 만나지만 나중에는 금자와 희재와 한편이 되어 송대표를 확실히 아웃 시킴
- 조동인 : 고이만 역 - 세계적인 천재 바이올리니스트이자 의뢰인
- 박보인 : 김상미 역 - 송&김 윤희재의 담당 비서
- 이황의 : 윤충연 역 - 윤희재의 아버지. 오랜 판사 경력으로 존경받는 부장판사. 이익을 위해서 송필중과 친분을 이어가는 등 어느 정도 세속적인 인물
- 김영재 : 윤혁재 역 - 판사. 윤희재의 형. 아버지를 따라 판사가 된 장남
- 이종구 : 판사 역
- 김태영 : 판사 역
- 정아미 : 고이만의 어머니 역 - 기획사 대표이며 천재 바이올리니스트 고이만에게 연애 금지, sns 금지 등 기본적인 자유를 억압
- 김재철 : 케빈 정 역 (9회) - AP이언(글로벌 사모펀드)의 한국 지사장
- 배기범 : 정춘수 역 - 정금자 양부. 정금자에게 어릴 때 학대를 한 인물로 징역 30년을 살고 나와 종교에 빠져 생활
- 하민
- 박미숙
- 임성재
- 윤성원
- 박진석
- 조설언
- 전여진 : 한희선 역 - 우진의 담임 선생님
- 정해나 : 최현지 역
- 이선아 : 황미라 역
- 심소영 : 박해숙 역
- 서지영
- 김한수 : 하준호 역 - 이슘 그룹 하회장의 삼남
- 길하나
- 조덕희
- 이세욱
- 김영남
- 김서연
- 장용복
- 이종운
- 옥주리
- 원춘규
- 박신우 : 손진수 역 - 스타트업 기업 D&T 대표이사
- 한준우 : 김영준 역 - D&T 개인정보 유출사건의 검찰 측 핵심 증인
- 김종구 : 손봉우 역 - 손진수의 아버지. SS그룹 회장
- 이규섭 : 강상식 역
- 박선우 : 박혁권 역 - D&T 개인정보 유출사건의 부장검사
- 오윤홍 : 백희준 역 - 사이비 종교 집단 트리니티의 교주
- 문예원 : 백운미 역 - AP이언이 인수하고자하는 그노시스 제약의 대주주인 트리니티 교주의 딸
- 이승진 : 백승현 역 - 트리니티 교주의 아들. 그노시스의 재정 이사
- 하이석 : 가이드 역
- 김산 : 바텐더 역
- 장효석 : 경호원 역

### 특별출연
- 이수근 : 초대MC 역 - 이슘 그룹 하 회장의 고희연
- 정미애 : 초대가수 역 - 이슘 그룹 하 회장의 고희연
- 최원영 : 공현국 역 - 송&김 파트너 변호사

## 수상
- 2020년 제2회 아시아콘텐츠어워즈 특별상 김혜수
- 2020년 SBS 연기대상 미니시리즈 액션 장르 부문 남자 최우수연기상 주지훈

## 시청률
최저 시청률과 최고 시청률은 시청률 조사회사와 지역별로 시청률에 차이가 있을 수 있습니다.
| 2020년      | 2020년      | 2020년         | 2020년         | 2020년       | 2020년 |
| 회차        | 방송일      | TNmS 시청률    | AGB 시청률     | AGB 시청률   |        |
| 회차        | 방송일      | 대한민국(전국) | 대한민국(전국) | 서울(수도권) |        |
| ----------- | ----------- | -------------- | -------------- | ------------ | ------ |
| 제1회       | 2월 21일    | 6.9%           | 7.7%           | 7.9%         |        |
| 제1회       | 2월 21일    | 8.7%           | 10.3%          | 10.9%        |        |
| 제2회       | 2월 22일    | -              | 7.5%           | 8.1%         |        |
| 제2회       | 2월 22일    | 7.6%           | 9.0%           | 9.4%         |        |
| 제3회       | 2월 28일    | 6.9%           | 9.3%           | 10.3%        |        |
| 제3회       | 2월 28일    | 8.2%           | 11.2%          | 12.1%        |        |
| 제4회       | 2월 29일    | -              | 6.8%           | 7.7%         |        |
| 제4회       | 2월 29일    | 8.6%           | 9.9%           | 11.1%        |        |
| 제5회       | 3월 6일     | 6.6%           | 8.8%           | 9.7%         |        |
| 제5회       | 3월 6일     | 7.3%           | 10.7%          | 11.8%        |        |
| 제6회       | 3월 7일     | -              | 7.7%           | 8.9%         |        |
| 제6회       | 3월 7일     | 7.7%           | 10.4%          | 11.7%        |        |
| 제7회       | 3월 13일    | 7.1%           | 8.8%           | 9.9%         |        |
| 제7회       | 3월 13일    | 8.4%           | 10.8%          | 11.7%        |        |
| 제8회       | 3월 14일    | 6.2%           | 9.0%           | 10.3%        |        |
| 제8회       | 3월 14일    | 8.4%           | 12.5%          | 13.9%        |        |
| 제9회       | 3월 20일    | 7.2%           | 10.1%          | 11.5%        |        |
| 제9회       | 3월 20일    | 8.5%           | 11.5%          | 13.0%        |        |
| 제10회      | 3월 21일    | 8.2%           | 9.1%           | 10.2%        |        |
| 제10회      | 3월 21일    | 10.3%          | 11.7%          | 12.8%        |        |
| 제11회      | 3월 27일    | 7.0%           | 9.4%           | 10.3%        |        |
| 제11회      | 3월 27일    | 8.8%           | 10.8%          | 11.6%        |        |
| 제12회      | 3월 28일    | 6.9%           | 8.4%           | 9.3%         |        |
| 제12회      | 3월 28일    | 9.7%           | 10.8%          | 11.6%        |        |
| 제13회      | 4월 3일     | 7.4%           | 9.7%           | 10.9%        |        |
| 제13회      | 4월 3일     | 8.4%           | 10.6%          | 11.5%        |        |
| 제14회      | 4월 4일     | 8.3%           | 9.5%           | 10.6%        |        |
| 제14회      | 4월 4일     | 10.0%          | 11.3%          | 12.2%        |        |
| 제15회      | 4월 10일    | 8.4%           | 11.1%          | 12.2%        |        |
| 제15회      | 4월 10일    | 9.2%           | 12.1%          | 13.2%        |        |
| 제16회      | 4월 11일    | 8.1%           | 10.7%          | 12.4%        |        |
| 제16회      | 4월 11일    | 11.4%          | 14.6%          | 16.5%        |        |
| 평균 시청률 | 평균 시청률 | -              | 10.1%          | 11.1%        |        |

## 촬영지
엔티엔스마포중앙도서관점

## 같이 보기
- 대한민국의 텔레비전 드라마 목록 (ㅎ)
- 2020년 대한민국의 텔레비전 드라마 목록